# Porzellanstraße

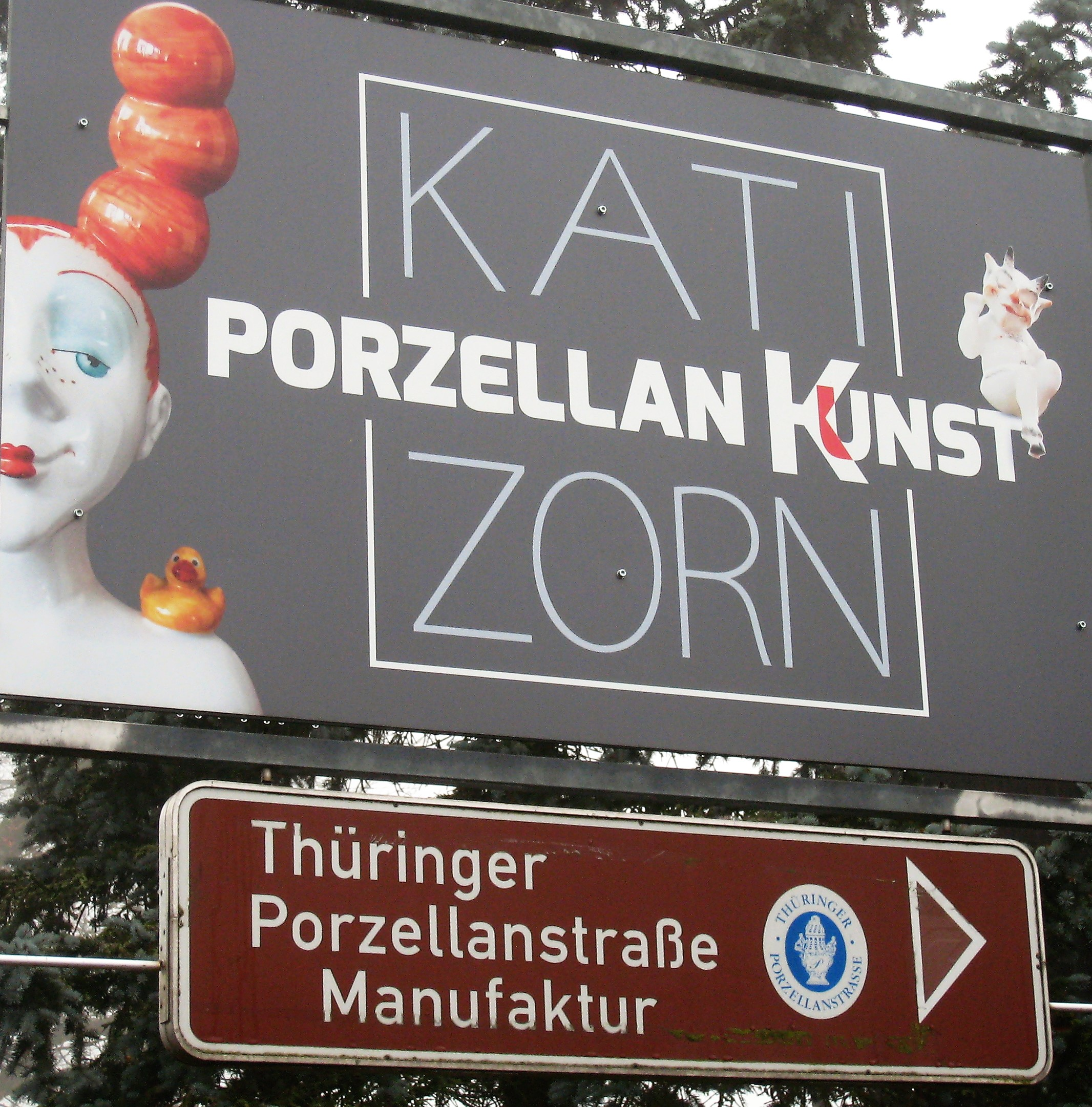
Bewegwijzering Thüringse Porzellanstraße

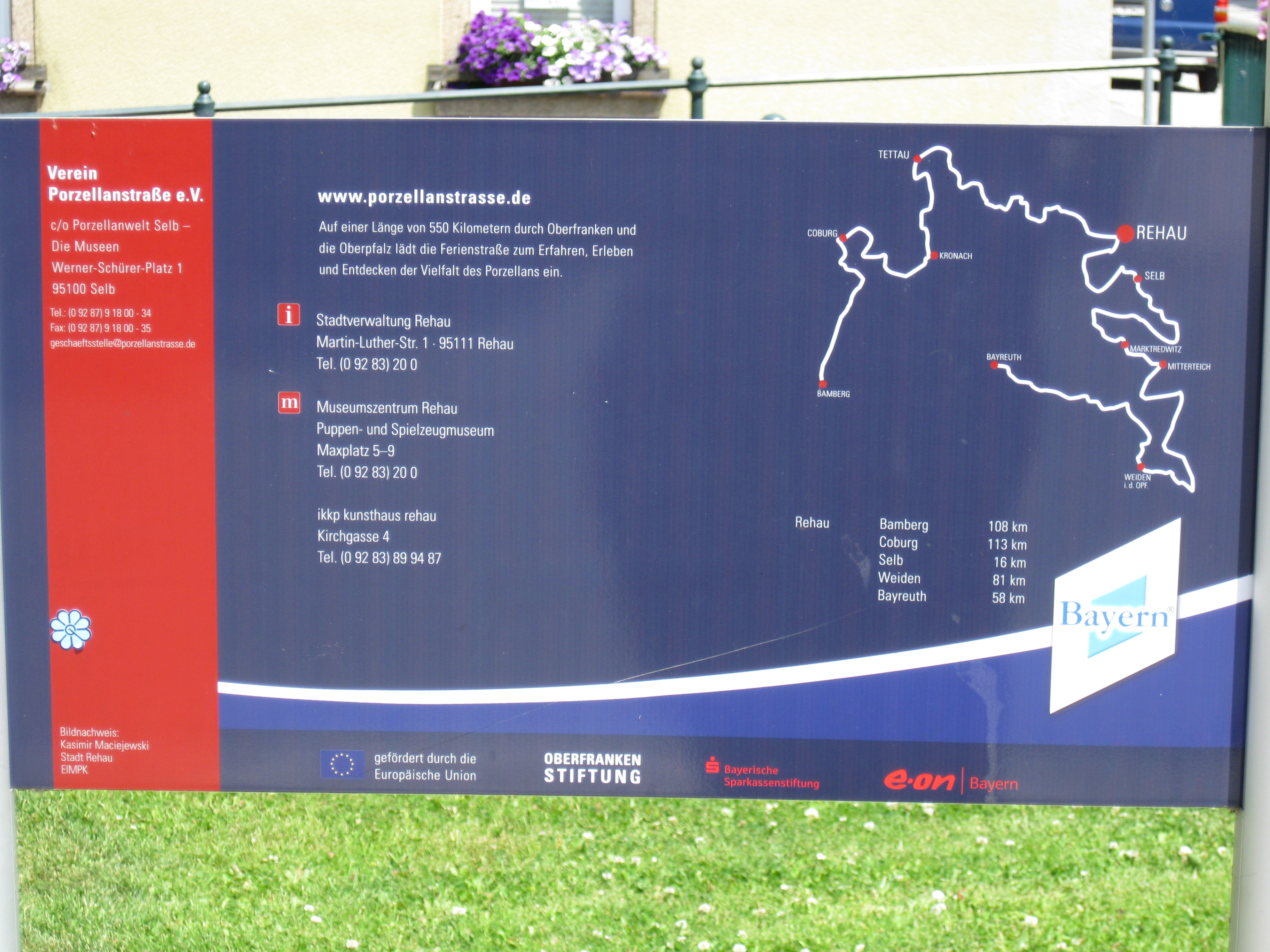
Kaart Beierse Porzellanstraße

De Porzelansstraße is een geheel van twee toeristische autoroutes in Thüringen en Beieren, Duitsland. De bewegwijzerde routes zijn gewijd aan de productie van porselein. De bewegwijzerde route van 340 kilometer loopt sinds 1999 door Thüringen. De Beierse route loopt sinds 2003 over 550 kilometer en werd verlengd in Tsjechië onder de naam Cesta Porcelánu.